# Championnat de Belgique de football de troisième division 2010-2011
Navigation
Saison précédente Saison suivante
Le championnat de football D3 2010-2011 fut la compétition belge de football du 3e niveau national. Les trente-six participants furent répartis en deux groupes de 18.
Dans la "série A", l'Eendracht Alost affirma d'emblée ses prétentions. Les "Oignons" (en néerlandais: Ajuinen) - surnom des Alostois - remportèrent la première tranche et menèrent la compétition pratiquement de bout en bout pour enlever le titre. Le club retrouva la Division 2 qu'il quitta en 2005.
Dans la "série B", ce fut l'Excelsior Virton qui mena longtemps les débats. Son principal adversaire fut un moment l'Olympic de Charleroi. Mais le club des « Dogues » connut de nouveaux des soucis financiers. Le staff technique, mené par Alexandre Czerniatynski, et le noyau A ne furent plus payés de longues semaines avant la fin du championnat. Après un « coup de gueule » (les joueurs de « l'équipe A » refusèrent de jouer à Virton où ils furent remplacés par les « Espoirs » qui subirent une défaite honorable, 2-0), le club carolo termina la saison avec courage, mais l'esprit n'était plus tout à fait le même. Finalement, ce fut le White Star qui termina la saison en boulet de canon et profita de la baisse de régime des Gaumais. Le Royal White Star monte pour la première fois de son Histoire dans l'antichambre de l'élite.
La saison suivante, des derbys « Brussels-White Star » s'annoncent hauts en couleur. À la suite de l'élimination de l'Union St-Gilloise lors du tour final, nous n'aurons donc pas le retour du triptyque "Machtens-Stade Fallon-Parc Duden" en D2 belge la saison suivante.

## Nouvelle polémique
La compétition se termine avec une polémique. L'UR Namur assure son maintien sportif. Mais, à la suite d'une réclamation commune de Grimbergen et de Ternat, le club mosan se voit retirer 15 points par le Comité Sportif, le mercredi 4 mai 2011, soit quelques jours avant la dernière journée. Namur a aligné un joueur « non qualifié » : Nadir Sbaa. Celui-ci joua, en première partie de saison, pour le R. FC de Liège, un club évoluant dans la même série que Namur. Cet état de fait est interdit par le règlement. Pourtant certain d'être dans son bon droit, Namur fait appel contre cette sanction qui le renvoie en Promotion, sauve Grimbergen et laisse un sursis à Ternat. Le vendredi 20 mai 2011, le Comité d'Appel confirme la sanction. En juillet 2011, un premier pourvoi en évocation est jugé recevable mais le 22/07, Namur est une nouvelle débouté par le nouveau comité d'appel qui se réunit. Le 12 août 2011, une nouvelle procédure "en évocation" est encore une fois jugée recevable. Cette fois c'est une chambre d'appel du "football rémunéré" qui doit statuer. Mais la date du traitement de ce dossier n'est pas immédiatement fixée, si bien qu'au moment où, le mercredi 17/08/2011, la saison 2011-2012 de D3 débute, le club namurois espère encore être repêché, même si nombre d'observateurs neutres estiment le fait peu probable....

## Clubs participants 2010-2011
- la Colonne "Mat" renseigne le numéro matricule du club concerné.

| 2009-2010 | Mat   | Clubs III A               | Villes          |  | 2009-2010 | Mat  | Clubs III B                         | Villes               |
| --------- | ----- | ------------------------- | --------------- |  | --------- | ---- | ----------------------------------- | -------------------- |
| Div. II   | 38    | K. SK Ronse               | Renaix          |  | Div. II   | 4    | R. FC de Liège                      | Seraing              |
| 15e "A"   | 43    | R. Cappelen FC            | Kappellen       |  | 7e "B"    | 8    | R. CS Verviers                      | Verviers             |
| 11e "A"   | 81    | K. SV Oudenarde           | Audenarde       |  | 14e "B"   | 10   | R. Union St-Gilloise                | Forest               |
| 3e "A"    | 90    | VC Eendr. Aalst 2002      | Alost           |  | 12e "B"   | 156  | UR Namur                            | Namur                |
| 7e "A"    | 211   | K. FC Vigor Wuitens Hamme | Hamme           |  | 13e "B"   | 200  | R. Excelsior Virton                 | Virton               |
| 3e "B"    | 606   | K. FC Dessel Sport        | Dessel          |  | 6e "B"    | 213  | URS du Centre                       | Haine-Saint-Pierre   |
| 4e "A"    | 818   | KMSK Deinze               | Deinze          |  | 2e "B"    | 246  | R. Olympic Cl. Charleroi-Marchienne | Charleroi            |
| 12e "A"   | 822   | Torhout KM 1992           | Torhout         |  | 8e "B"    | 595  | K. Bocholt VV                       | Bocholt              |
| 6e "A"    | 1934  | KVV Coxyde                | Coxyde          |  | 4e "B"    | 3197 | KV Woluwe-Zaventem                  | Zaventem             |
| 8e "A"    | 2366  | Hoogstraten VV            | Saint-Nicolas   |  | 10e "B"   | 3245 | KS Kermt-Hasselt                    | Hasselt              |
| 10e "A"   | 3302  | K. RC Waregem             | Waregem         |  | 5e "B"    | 887  | K. Diegem Sport                     | Diegem               |
| 5e "A"    | 4297  | K. SV Temse               | Tamise          |  | 14e "A"   | 5368 | K. SKL Ternat                       | Ternat               |
| 13e "A"   | 6381  | SC Wielsbeke              | Wielsbeke       |  | 11e "B"   | 5750 | R. White Star Woluwe FC             | Woluwe-Saint-Lambert |
| 9e "A"    | '9264 | SK St-Niklaas             | St-Niklaas/Waas |  | 156e "B"  | 9026 | FC Bleid-Gaume                      | Bleid                |
| Prom.     | 342   | K. SV Bornem              | Bornem          |  | Prom.     | 76   | R. FC Huy                           | Huy                  |
| Prom.     | 935   | K. FC Izegem              | Izegem          |  | Prom.     | 1021 | K. SC Grimbergen                    | Grimbergen           |
| Prom.     | 2169  | FC Verb. Geel-Meerhout    | Geel            |  | Prom.     | 4167 | R. Entente Bertrigeoise             | Bertrix              |
| Prom.     | 5553  | K. OLSA Brakel            | Brakel          |  | Prom.     | 5192 | R. JS Heppignies-Lambusart-Fleurus  | Heppignies           |

## Classements 2010-2011

### Légende
|                  | Champion et promu en Division 2                          |
|                  | Qualifié pour le tour final pour la montée en Division 2 |
|                  | Doit jouer les Barrages de maintien                      |
|                  | Relégation en Promotion                                  |
| en diminution    | Relégué de D2 depuis la saison 2009-2010                 |
| en augmentation  | Promu de Promotion (D4) depuis la saison 2009-2010       |
| (T1), (T2), (T3) | Vainqueurs de tranches 2010-2011                         |

### Division 3A
| Rang | Équipe                          | Pts | J  | G  | N  | P  | Bp | Bc | Diff |
| ---- | ------------------------------- | --- | -- | -- | -- | -- | -- | -- | ---- |
| 1    | K. VC Eendracht Aalst 2002 (T1) | 74  | 34 | 23 | 5  | 6  | 71 | 29 | +42  |
| 2    | Hoogstraten VV                  | 62  | 34 | 18 | 8  | 8  | 74 | 39 | +35  |
| 3    | KM SK Deinze (T2) (T3)          | 59  | 34 | 17 | 8  | 9  | 62 | 54 | +8   |
| 4    | K. VV Coxyde                    | 58  | 34 | 17 | 7  | 10 | 70 | 54 | +16  |
| 5    | K. FC Dessel Sport              | 57  | 34 | 16 | 9  | 9  | 56 | 38 | +18  |
| 6    | K. SV Oudenaarde                | 55  | 34 | 16 | 7  | 11 | 57 | 49 | +8   |
| 7    | SK St-Niklaas                   | 54  | 34 | 14 | 12 | 8  | 47 | 36 | +11  |
| 8    | FC Verbroed. Geel-Meerhout      | 53  | 34 | 16 | 13 | 15 | 51 | 45 | +6   |
| 9    | K. SK Ronse                     | 45  | 34 | 12 | 9  | 13 | 42 | 39 | +3   |
| 10   | K. FC Vigor Wuitens Hamme       | 43  | 34 | 11 | 10 | 13 | 40 | 49 | -9   |
| 11   | K. SV Temse                     | 42  | 34 | 12 | 6  | 16 | 45 | 61 | -16  |
| 12   | Torhout KM 1992                 | 42  | 34 | 10 | 12 | 12 | 43 | 57 | -14  |
| 13   | K. RC Waregem                   | 38  | 34 | 11 | 5  | 18 | 31 | 50 | -19  |
| 14   | K. OLSA Brakel                  | 38  | 34 | 10 | 8  | 16 | 53 | 64 | -11  |
| 15   | K. SV Bornem                    | 37  | 34 | 9  | 10 | 15 | 44 | 48 | -4   |
| 16   | R. Cappellen FC                 | 35  | 34 | 8  | 11 | 15 | 45 | 51 | -6   |
| 17   | K. FC Izegem                    | 34  | 34 | 8  | 10 | 16 | 44 | 57 | -13  |
| 18   | SC Wielsebeke                   | 18  | 34 | 4  | 6  | 24 | 31 | 86 | -55  |

- Plusieurs clubs classés parmi les premiers (dont Dessel Sport vainqueur de deux tranches) n'ayant pas demandé ou reçu la licence pour être autorisés à jouer en Division 2, il fut nécessaire de descendre jusqu'aux 7e et 8e places pour compléter le tableau du tour final !

### Division 3B
| Rang | Équipe                              | Pts | J  | G  | N  | P  | Bp | Bc | Diff |
| ---- | ----------------------------------- | --- | -- | -- | -- | -- | -- | -- | ---- |
| 1    | R. White Star Woluwé FC (T2) (T3)   | 75  | 34 | 23 | 6  | 5  | 59 | 27 | +32  |
| 2    | R. Excelsior Virton (T1)            | 67  | 34 | 20 | 7  | 7  | 64 | 32 | +32  |
| 3    | R. Entente Bertrigeoise             | 62  | 34 | 18 | 8  | 8  | 57 | 43 | +14  |
| 4    | KV Woluwé-Zaventem                  | 62  | 34 | 17 | 11 | 6  | 53 | 40 | +13  |
| 5    | R. Union St-Gilloise                | 61  | 34 | 17 | 10 | 7  | 60 | 33 | +27  |
| 6    | K. Bocholter VV                     | 60  | 34 | 18 | 6  | 10 | 52 | 28 | +24  |
| 7    | R. Olympic Cl. Charleroi-Marchienne | 55  | 34 | 15 | 10 | 9  | 57 | 37 | +20  |
| 8    | URS du Centre                       | 58  | 34 | 17 | 7  | 10 | 57 | 43 | +14  |
| 9    | K. SK Hasselt                       | 50  | 34 | 13 | 11 | 10 | 55 | 33 | +22  |
| 10   | K. Diegem Sport                     | 49  | 34 | 13 | 10 | 11 | 48 | 47 | +1   |
| 11   | R. JS Heppignies-Lamb.-Fl.          | 37  | 34 | 9  | 10 | 15 | 34 | 51 | -17  |
| 12   | R. FC Huy                           | 37  | 34 | 8  | 13 | 13 | 37 | 50 | -13  |
| 13   | R. CS Verviers                      | 33  | 34 | 9  | 6  | 19 | 32 | 56 | -24  |
| 14   | FC Bleid-Gaume                      | 32  | 34 | 7  | 9  | 18 | 30 | 66 | -36  |
| 15   | K. SC Grimbergen                    | 29  | 34 | 7  | 8  | 19 | 36 | 54 | -18  |
| 16   | K. SKL Ternat                       | 28  | 34 | 7  | 7  | 20 | 46 | 79 | -33  |
| 17   | R. FC Liège                         | 17  | 34 | 4  | 5  | 25 | 33 | 79 | -46  |
| 18   | UR Namur                            | 15  | 34 | 7  | 9  | 18 | 30 | 60 | -30  |

- L'Entente Bertrigeoise n'ayant pas la licence pour être autorisée à jouer en Division 2, elle ne put participer au tour final. Ce fut l'Union St-Gilloise qui fut repêchée.
- Le tableau ci-dessus tient compte du retrait de 15 points infligé à l'Union Namur en date du 4 mai 2011 et confirmé en Appel le 20 du même mois. (!! les victoires, partages, défaites, et les buts n'ont pas été modifiés).

## Tour final D3
Ce tour final offre une place en Division 2.

### Participants
- Série A = Hoogstraten VV, SK St-Niklaas, K. FC Verbr. Geel-Meerhout.
- Série B = R. Excelsior Virton, KV Woluwe-Zaventem, R. Union St-Gilloise.
- Barragiste de Division 2 = KV Turnhout

### Programme
L'ordre des rencontres se fit lors d'un tirage au sort qui eut lieu dans les locaux de l'URBSFA, le lundi 9 mai 2011.
Les matchs se jouèrent par aller/retour, avec prolongations éventuelles et tirs au but à la suite de la manche retour (les buts marqués en déplacement étaient prépondérants).
| |                      |                         | Score |         |                         |                      | Score        |
| Le tour final proprement dit se dispute par matches à élimination directe: Quarts, Demis et enfin Finale. |                      |                         |       |         |                         |                      |              |
| Première journée - quarts de finale - Aller le 12 mai / Retour le 15 mai 2011                             |                      |                         |       |         |                         |                      |              |
| Q1 Aller                                                                                                  | R. Union St-Gilloise | KV Woluwe-Zaventem      | 2-1   | Retour  | KV Woluwe-Zaventem      | R. Union St-Gilloise | 4-1          |
| Q2 Aller                                                                                                  | R. Excelsior Virton  | FC Verbr. Geel-Meerhout | 1-2   | Retour  | FC Verbr. Geel-Meerhout | R. Excelsior Virton  | 0-3          |
| Q3 Aller                                                                                                  | Hoogstraten VV       | SK St-Niklaas           | 2-2   | Retour  | SK St-Niklaas           | Hoogstraten VV       | 3-2          |
| Deuxième journée - demi-finales - Aller le 19 mai / Retour le 22 mai 2011                                 |                      |                         |       |         |                         |                      |              |
| D1 Aller                                                                                                  | KV Woluwe-Zaventem   | R. Excelsior Virton     | 1-0   | Retour  | R. Excelsior Virton     | KV Woluwe-Zaventem   | 1-3          |
| D2 Aller                                                                                                  | KV Turnhout (II)     | SK St-Niklaas           | 1-2   | Retour  | SK St-Niklaas           | KV Turnhout (II)     | 3-3 ap. prol |
| Troisième journée - Match de classement - Une seule manche, pour une place éventuelle en D2.              |                      |                         |       |         |                         |                      |              |
| 3/4 | R. Excelsior Virton  | KV Turnhout (II)        | 5-0   | forfait |                         |                      |              |
| Troisième journée - FINALE - Aller le 29 mai / retour le 5 juin 2011                                      |                      |                         |       |         |                         |                      |              |
| FIN Aller                                                                                                 | KV Woluwe-Zaventem   | SK St-Niklaas           | 0-1   | Retour  | SK SINT-NIKLAAS         | KV Woluwe-Zaventem   | 1-1          |

- Le KV Turnhout est relégué en Division 3. Le club a renoncé à disputer le barrage des battus et s'incline pas forfait.
- Le SK Sint-Niklaas remporte ce tour final et monte en Division 2.

## Tour final Promotions
Ce tour final oppose les "vainqueurs de tranche" des 4 séries du Promotion (D4 belge). Si un vainqueur de tranche est champion de sa série, le suivant au classement général prend la place au Tour final.
En règle générale, ce "Tour final de Promotion" offre deux places en Division 3.
L'ordre des rencontres fut défini lors d'un tirage au sort. Les différents touts successifs se jouèrent sur le terrain de la première équipe tirée au sort, avec élimination directe (prolongations et/ou tirs au but possibles). Lors du premier tour ne concerna que les douze qualifiés de Promotion. Les sux qualifiés prirent part au deuxième tour en compagnie des deux barragistes de Division 3. Enfin, le troisième et dernier tour désigna les deux équipes qualifiées pour le 3e niveau en 2011-2012.

### Participants
- Barragistes de D3: R. Cappellen FC, K. SKL Ternat
- Série A: R. Mouscron-Péruwelz, K. FC Sparta Petegem, K. VK Ieper,
- Série B: K. Londerzeel SK, K. Lyra TSV, K. Olympia SC Wijgmaal
- Série C: Excelsior Veldwezelt, K. FC De Kempen T-L, K. FC Oosterzonen Oosterwijk
- Série D: R. FC Wallonia Walhain CG,R. Sprimont-Comblain Sport, R. FC Turkania Faymonville

### Programme
L'ordre des rencontres se fit lors d'un tirage au sort qui eut lieu dans les locaux de l'URBSFA, le lundi 9 mai 2011.
|                                                |                              |                              | Score | Prol | TaB |
| Première journée - le 15 mai 2011              |                              |                              |       |      |     |
| 1                                              | K. SC Olympia Wijgmaal       | R. FC Turkania Faymonville   | 2-0   |      |     |
| 2                                              | R. Mouscron-Péruwelz         | R. Sprimont-Comblain Sport   | 4-0   |      |     |
| 3                                              | K. FC Sparta Petegem         | K Lyra TSV                   | 0-0   | 1-0  |     |
| 4                                              | R. Wallonia Walhain CG       | Excelsior Veldwezelt         | 3-2   |      |     |
| 5                                              | K. FC Oosterzonen Oosterwijk | K. FC De Kempen T-L          | 3-1   |      |     |
| 6                                              | K. VK Ieper                  | K. Londezeel SK              | 5-1   |      |     |
| Deuxième journée - le 22 mai 2011              |                              |                              |       |      |     |
| 7                                              | K. FC Sparta Petegem         | K. FC Oosterzonen Oosterwijk | 2-1   |      |     |
| 8                                              | K. SKL Ternat (III)          | R. Mouscron-Péruwelz         | 1-1   | 1-2  |     |
| 9                                              | R. Cappellen FC (III)        | R. Wallonia Walhain CG       | 1-0   |      |     |
| 10                                             | K. SC Olympia Wijgmaal       | K. VK Ieper                  | 3-1   |      |     |
| Troisième journée - le 29 mai 2011             |                              |                              |       |      |     |
| 11                                             | R. Mouscron-Péruwelz         | K. FC Sparta Petegem         | 2-0   |      |     |
| 12                                             | R. Cappellen FC (III)        | K. SC Olympia Wijgmaal       | 0-1   |      |     |
| Quatrième journée - Repêchage - le 2 juin 2011 |                              |                              |       |      |     |
| 13                                             | K. FC Sparta Petegem         | R. Cappellen FC (III)        | 1-4   |      |     |

- R. Mouscron-Péruwelz et K. Olympia SC Wijgmaal montent en Division 3
- K. SKL Ternat et R. Cappellen FC sont relégués en Promotion (Cappellen qui a gagné le repêchage restera en D3 SI une place se libère au 3e niveau).

## Récépitulatif de la saison
- Champion A : VC Eendracht Aalst 2002 (4e titre de D3)
- Champion B : R. White Star Woluwé FC (1er titre de D3)
- 'Trentième titre de D3 pour la Province de Brabant
- Vingt-neuvième titre de D3 pour la Province de Flandre orientale

| Région flamande (0)             | Région flamande (0) | Province de Brabant (0)      | Province de Brabant (0) | Région wallonne (0)    | Région wallonne (0) |
| ------------------------------- | ------------------- | ---------------------------- | ----------------------- | ---------------------- | ------------------- |
| Province d'Anvers               | 0                   | Région de Bruxelles-Capitale | 0                       | Province de Hainaut    | 0                   |
| Province de Flandre-Occidentale | 0                   | Province du Brabant flamand  | 0                       | Province de Liège      | 0                   |
| Province de Flandre-Orientale   | 0                   | Province du Brabant wallon   | 0                       | Province de Luxembourg | 0                   |
| Province de Limbourg            | 0                   |                              |                         | Province de Namur      | 0                   |

1. ↑  Au niveau footballistique, la province de Brabant est toujours unitaire malgré sa partition territoriale en 1995.

### Admission / Relégation
Les deux champions, le VC Eendracht Aalst 2002 et le R. White Star Woluwé FC sont promus en Division 2 où ils remplacent les deux relégués d'office que sont le K. Rupel Boom FC et le R. FC Tournai.
Le SK St-Niklaas est promu en D2 via le tour final.
Le KV Turnhout est relégué de D2 via le tour final.